# 巴格兰 (赫尔曼德省)
巴格兰是阿富汗赫尔曼德省巴格兰区的一个村庄和地区中心。海拔1564米。巴格兰及其临近定居点总人口为26724。
2005年，美国资助了一个200万美元的项目，该项目在巴格兰铺设了700米主干道。
巴格兰目前由塔利班控制，被称为“最牢固的据点”。